# Liste der Kulturdenkmale in Stadt Wehlen

Stadtwappen von Wehlen

In der Liste der Kulturdenkmale in Wehlen sind alle Kulturdenkmale der Stadt Wehlen im Landkreis Sächsische Schweiz-Osterzgebirge und ihrer Ortsteile aufgelistet (Stand: Juli 2017). Die Stadt ist aufgegliedert in die Ortsteile Dorf Wehlen, Pötzscha und Stadt Wehlen (mit Zeichen).
Die Anmerkungen sind zu beachten.
Diese Liste ist eine Teilliste der Liste der Kulturdenkmale im Landkreis Sächsische Schweiz-Osterzgebirge.

Diese Liste ist eine Teilliste der Liste der Kulturdenkmale in Sachsen.

## Legende
- Bild: Bild des Kulturdenkmals, ggf. zusätzlich mit einem Link zu weiteren Fotos des Kulturdenkmals im Medienarchiv Wikimedia Commons. Wenn man auf das Kamerasymbol klickt, können Fotos zu Kulturdenkmalen aus dieser Liste hochgeladen werden:
- Bezeichnung: Denkmalgeschützte Objekte und ggf. Bauwerksname des Kulturdenkmals
- Lage: Straßenname und Hausnummer oder Flurstücknummer des Kulturdenkmals. Die Grundsortierung der Liste erfolgt nach dieser Adresse. Der Link (Karte) führt zu verschiedenen Kartendiensten mit der Position des Kulturdenkmals. Fehlt dieser Link, wurden die Koordinaten noch nicht eingetragen. Sind diese bekannt, können sie über ein Tool mit einer Kartenansicht einfach nachgetragen werden. In dieser Kartenansicht sind Kulturdenkmale ohne Koordinaten mit einem roten bzw. orangen Marker dargestellt und können durch Verschieben auf die richtige Position in der Karte mit Koordinaten versehen werden. Kulturdenkmale ohne Bild sind an einem blauen bzw. roten Marker erkennbar.
- Datierung: Baubeginn, Fertigstellung, Datum der Erstnennung oder grobe zeitliche Einordnung entsprechend des Eintrags in der sächsischen Denkmaldatenbank
- Beschreibung: Kurzcharakteristik des Kulturdenkmals entsprechend des Eintrags in der sächsischen Denkmaldatenbank, ggf. ergänzt durch die dort nur selten veröffentlichten Erfassungstexte oder zusätzliche Informationen
- ID: Vom Landesamt für Denkmalpflege Sachsen vergebene, das Kulturdenkmal eindeutig identifizierende Objekt-Nummer. Der Link führt zum PDF-Denkmaldokument des Landesamtes für Denkmalpflege Sachsen. Bei ehemaligen Kulturdenkmalen können die Objektnummern unbekannt sein und deshalb fehlen bzw. die Links von aus der Datenbank entfernten Objektnummern ins Leere führen. Ein ggf. vorhandenes Icon  führt zu den Angaben des Kulturdenkmals bei Wikidata.

## Stadt Wehlen
| Bild                                    | Bezeichnung | Lage                             | Datierung                     | Beschreibung | ID       |
| --------------------------------------- | --- | -------------------------------- | ----------------------------- | --- | -------- |
|                                         | Denkmalschutzgebiet Stadt Wehlen |                                  |                               | Vorschlag für ein Denkmalschutzgebiet | 09300021 |
| Direkt Bild zu diesem Denkmal hochladen | Sachgesamtheit Sandsteinbruchanlagen Wehlen-Zeichen: Gebäude, Bergbaugeräte, Schuttbrücke sowie Wartungstreppen und Verbindungspfade zwischen den Steinbrüchen in den Ortsteilen Stadt Wehlen, Dorf Wehlen und Zeichen | (Karte)                          | 16.–20. Jh. (Sandsteinbrüche) | Sachgesamtheit Sandsteinbruchanlagen Wehlen-Zeichen: Gebäude (Wohnhäuser, Alte Steinsäge, Schmieden, Sprengmittelbunker), Nummernsteine, Rutschen, Bremsberge, Bergbaugeräte, Schuttbrücke, Sandsteinprodukte (Walzen, Mühlsteine, Schleifsteine) sowie Verbindungs- und Wartungstreppen, Verbindungspfade zwischen den Steinbrüchen/Hochwasserwege in den Ortsteilen Stadt Wehlen, Dorf Wehlen und Zeichen – Zeugnisse des Elbsandsteinabbaues von besonderer geschichtlicher und landschaftsprägender Bedeutung (siehe auch Sachgesamtheitsbestandteile der Ortsteile Dorf Wehlen – ID-Nr. 09301923 und Zeichen – ID-Nr. 09301924). | 09301922 |
| Weitere Bilder                          | Sachgesamtheit Burgruine Wehlen mit Einzeldenkmalen | (Karte)                          | ab 13. Jh. (Burgruine)        | Sachgesamtheit Burgruine Wehlen mit den Einzeldenkmalen (ID-Nr. 09221886): Reste der mittelalterlichen Burganlage – baugeschichtlich, landesgeschichtlich und ortsgeschichtlich von Bedeutung. | 09302140 |
| Weitere Bilder                          | Reste der mittelalterlichen Burganlage (Einzeldenkmale zu ID-Nr. 09302140) | (Karte)                          | ab 13. Jh. (Burgruine)        | Einzeldenkmale der Sachgesamtheit Burgruine Wehlen: Reste der mittelalterlichen Burganlage mit halbrunder Bastion (»Trommel«, »Rundhaus«) am Hang – baugeschichtlich, landesgeschichtlich und ortsgeschichtlich von Bedeutung. | 09221886 |
|                                         | Wohnhaus in halboffener Bebauung | Basteiweg 2 (Karte)              | 18. Jh.                       | Putzbau mit Zwillingsfenster im Giebel, baugeschichtlich und städtebaulich von Bedeutung, massiv, Zwillingsfenster im Giebel, große Substruktion | 09221888 |
|                                         | Wohnhaus in offener Bebauung | Basteiweg 3 (Karte)              | 18. Jh.                       | zum Teil in Fachwerkbauweise, Giebel verbrettert, baugeschichtlich von Bedeutung | 09221889 |
|                                         | Wohnhaus in offener Bebauung | Buschholzstraße 2 (Karte)        | 1. Hälfte 19. Jh.             | ländliches Wohnhaus in Hanglage, baugeschichtlich von Bedeutung | 09221883 |
|                                         | Wohnhaus in offener Bebauung mit Nebengebäude | Hausberg 6 (Karte)               | bez. 1833, später überformt   | Wohnhaus Obergeschoss Fachwerk, Nebengebäude ganz in Fachwerk, baugeschichtlich und straßenbildprägend von Bedeutung, Wohnhaus in Korbbogentür bezeichnet. | 09221877 |
| Direkt Bild zu diesem Denkmal hochladen | Villa mit Villengarten | Hausberg 14 (Karte)              | bez. 1904                     | repräsentatives Gebäude mit Eckturm, Putzfassade mit Klinkergliederung und Fachwerkelementen, großer Villengarten mit Streuobstwiesen und stattlichem Rhododendronbestand, baugeschichtlich und landschaftsgestaltend von Bedeutung. | 09221882 |
|                                         | Villa Maria | Hofewiese 6 (Karte)              | 1888                          | mit Fachwerk-Elementen, auffälligstes Villengebäude der Stadt, baugeschichtlich und ortsbildprägend von Bedeutung, mit Turmanbau und markantem Zierfachwerk. Der weithin sichtbare Villenbau prägt das unverwechselbare Stadtbild von Wehlen entscheidend mit und dokumentiert zudem einen Entwicklungsabschnitt des Ortes. | 09224935 |
| Weitere Bilder                          | Ratskeller | Karl-Marx-Platz 1 (Karte)        | bez. 1747, später verändert   | Gasthaus in offener Bebauung, mit Anbau (hier eine Durchfahrt von der Lohmener Straße zur Innenstadt) – schlichter Putzbau mit Mansarddach, baugeschichtlich und ortsgeschichtlich von Bedeutung. Schlussstein bezeichnet, Kartusche mit Schiffsdarstellung an der Fassade. | 09221850 |
|                                         | Gaststätte Gambrinus | Karl-Marx-Platz 2 (Karte)        | Kern 18. Jh.                  | Gasthaus in offener Bebauung, mit Anbau – einfacher Putzbau mit Mansarddach und gründerzeitlichem Anbau, baugeschichtlich und ortsgeschichtlich von Bedeutung. | 09221851 |
| Weitere Bilder                          | Brücke über den Uttewalder Grundbach | Karl-Marx-Platz 2 (bei) (Karte)  | 19. Jh. (Brücke)              | Bruchstein-Bogenbrücke zum Basteiweg, baugeschichtlich und straßenbildprägend von Bedeutung | 08967693 |
|                                         | Café Richter | Karl-Marx-Platz 4 (Karte)        | um 1900                       | Hotelbau (mit Café) in offener Bebauung – Gründerzeitgebäude mit Anklängen an den Schweizer Stil, ortsgeschichtlich von Bedeutung | 09221848 |
| Weitere Bilder                          | Brücke über den Uttewalder Grundbach | Karl-Marx-Platz 4 (bei) (Karte)  | 19. Jh. (Brücke)              | Bruchstein-Bogenbrücke zum Markt, baugeschichtlich und straßenbildprägend von Bedeutung | 08967694 |
|                                         | Wohnhaus in halboffener Bebauung | Karl-Marx-Platz 5 (Karte)        | um 1800                       | Obergeschoss Fachwerk, baugeschichtlich von Bedeutung | 09221849 |
| Weitere Bilder                          | Wohnhaus (mit zwei Hausteilen) in offener Bebauung | Kirchstraße 4 (Karte)            | um 1800, später überformt     | älterer elbseitiger Teil mit Fachwerk, straßenseitiger Teil mit gründerzeitlicher Putzfassade, baugeschichtlich von Bedeutung | 09221830 |
|                                         | Hotel Elbterrasse | Kirchstraße 6; 8 (Karte)         | um 1800 (Wohnhaus)            | Wohnhaus in offener Bebauung, ehemaliges Hotel und Café (ursprünglich zwei Hausteile), mit Terrasse zur Elbe – baugeschichtlich, ortsgeschichtlich und ortsbildprägend von Bedeutung | 09221834 |
|                                         | Wohnhaus in halboffener Bebauung sowie Hinterhaus | Kirchstraße 7 (Karte)            | 1495 (Kernbau, lt. Auskunft)  | Wohnhaus mit jüngerem Fachwerkerker und Ladeneinbau, Gebäude ehemals zum Kloster gehörend, baugeschichtlich von Bedeutung | 09221831 |
|                                         | Wohnhaus in halboffener Bebauung und Hinterhaus | Kirchstraße 9 (Karte)            | 18. Jh., später verändert     | stattlicher Putzbau mit Satteldach, baugeschichtlich von Bedeutung | 09221833 |
|                                         | Wohnhaus in offener Bebauung | Lohmener Straße 1 (Karte)        | vermutlich vor 1700           | markanter Bau in Hanglage, zum Teil in Fachwerkbauweise, baugeschichtlich und hausgeschichtlich von Bedeutung | 09221872 |
|                                         | Schulbau in offener Bebauung | Lohmener Straße 3 (Karte)        | bez. 1898–1899                | mittenbetontes Gebäude im Stil des Historismus, ortsgeschichtlich und straßenbildprägend von Bedeutung, alte Tür. | 09221878 |
|                                         | Wohnhaus in offener Bebauung | Lohmener Straße 9 (Karte)        | Kern um 1700                  | ländliches Wohnhaus, Obergeschoss Fachwerk mit Andreaskreuzen, baugeschichtlich und hausgeschichtlich von Bedeutung | 09221879 |
|                                         | Wohnhaus in offener Bebauung | Lohmener Straße 12 (Karte)       | Anfang 19. Jh.                | ländliches Wohnhaus, Obergeschoss Fachwerk, baugeschichtlich von Bedeutung, ehemaliges Wohnstallhaus | 09221880 |
|                                         | Zwei aneinander gebaute Wohnhäuser in offener Bebauung | Lohmener Straße 15; 17 (Karte)   | Anfang 19. Jh.                | charakteristische Gebäudegruppe, baugeschichtlich von Bedeutung, ehemaliges ländliches Anwesen | 09221881 |
|                                         | Mord- und Sühnekreuz | Lohmener Straße 18 (bei) (Karte) | bez. 1710, Kreuz älter        | ortsgeschichtlich und volkskundlich von Bedeutung, Sandstein, bezeichnet 1710 | 09302141 |
|                                         | Wohnstallhaus eines Bauernhofes | Lohmener Straße 41 (Karte)       | bez. 1844                     | markantes Gebäude, Obergeschoss Fachwerk verkleidet, baugeschichtlich von Bedeutung. Markanter Fachwerkbau (Obergeschoss), Türgewände bezeichnet 1844, Erdgeschoss massiv mit Sandsteingewänden, Stalltrakt mit Sandsteinpfeilern, Art böhmisches Kappengewölbe, stehender Dachstuhl aus der Entstehungszeit. | 09221204 |
| Weitere Bilder                          | Ev. Stadtkirche Stadt Wehlen | Markt (Karte)                    | bez. 1883                     | Kirche (mit Ausstattung) und Kriegerdenkmal – neoromanisch/gotisches Kirchengebäude mit Polygonchor und Westturm, auf dem Kirchhof Kriegerdenkmal, baugeschichtlich, ortsgeschichtlich und ortsbildprägend von Bedeutung. | 09221817 |
|                                         | Wohnhaus in offener Bebauung, ehemals Hotel, mit späterem Anbau | Markt 1 (Karte)                  | bez. 1527                     | zweigeschossiges Fachwerkhaus, zum Markt massiver Anbau im Stil des späten 19. Jahrhunderts, baugeschichtlich und platzbildprägend von Bedeutung | 09221820 |
|                                         | Wohnhaus in offener Bebauung | Markt 2 (Karte)                  | 2. Hälfte 19. Jh.             | einfacher Putzbau, zum Teil mit Fachwerk, städtebaulich von Bedeutung | 09221822 |
|                                         | Hotel Wehlener Hof; Gasthof Stadt Wehlen | Markt 3 (Karte)                  | 2. Hälfte 19. Jh.             | Ehemaliges Hotel, heute Wohnhaus in offener Bebauung, mit Gaststätte, Balkon zur Fassade am Markt – ortsgeschichtlich und städtebaulich von Bedeutung. | 09221823 |
|                                         | Sachgesamtheit Pfarramt und Alte Kirche mit Einzeldenkmalen | Markt 4 (Karte)                  | 18. Jh.                       | Sachgesamtheit Pfarramt und Alte Kirche mit den Einzeldenkmalen (ID-Nr. 09221824): Pfarrhaus zum Teil Fachwerk, mit Inschrift – baugeschichtlich und ortsgeschichtlich von Bedeutung. | 09302143 |
|                                         | Pfarrhaus und Reste der ersten Dorfkirche (Einzeldenkmale zu ID-Nr. 09302143) | Markt 4 (Karte)                  | bez. 1732                     | Einzeldenkmale der Sachgesamtheit Pfarramt und Alte Kirche (ID-Nr. 09302143): Pfarrhaus zum Teil Fachwerk, mit Inschrift – baugeschichtlich und ortsgeschichtlich von Bedeutung. Inschrift am Pfarrhaus: „Im Namen Jesu, des köstlichen Ecksteins, hat diesen ersten Eckstein geleget den 9. Mai 1732 M.C.G.L.“ – Reste der ersten Dorfkirche: Fundamentmauern und einige Räume mit spitzbogigen Öffnungen zur ehemaligen Sakristei erhalten. | 09221824 |
|                                         | Rathaus | Markt 5 (Karte)                  | 18. Jh.                       | einfacher Putzbau mit Krüppelwalmdach, baugeschichtlich und ortsgeschichtlich von Bedeutung | 09221825 |
|                                         | Wohnhaus in halboffener Bebauung | Markt 8 (Karte)                  | bez. 1750, später überformt   | Fachwerkgebäude, Konstruktion mit Andreaskreuzen, im Obergeschoss Bäckerzeichen, baugeschichtlich und ortsbildprägend von Bedeutung im Giebel bezeichnet 1750, im Türsturz bezeichnet 1848, im Obergeschoss Bäckerzeichen 1848–1948. | 09221818 |
|                                         | Strandhotel | Markt 9 (Karte)                  | um 1900                       | Hotelbau (mit Restaurant) in offener Bebauung – platzbildprägendes Gebäude im Stil des Historismus, markanter Volutengiebel zur Elbe, baugeschichtlich, ortsgeschichtlich und ortsbildprägend von Bedeutung | 09221819 |
|                                         | Wohnhaus in offener Bebauung | Mennickestraße 1 (Karte)         | 2. Hälfte 19. Jh.             | mittenbetonte Putzfassade mit Balkon, baugeschichtlich und städtebaulich von Bedeutung | 09221835 |
|                                         | Wohnhaus (Umgebinde) in halboffener Bebauung | Mennickestraße 11 (Karte)        | Kern wohl 17. Jh.             | weitgehend ursprünglich erhaltenes Umgebindehaus, Obergeschoss Fachwerk mit Andreaskreuzen, im Keller Renaissancegewände, Alterswert, baugeschichtlich und städtebaulich von Bedeutung. Einziges erhaltenes Umgebindehaus des Ortes Umgebinde rechts 2/0/2 Joche, Fenster in Bruchstein zum Teil verändert, auch Obergeschoss mit leicht vergrößerten Öffnungen, Keller mit Renaissancegewände. | 09221839 |
|                                         | Eisbarriere | Mennickestraße 18 (vor) (Karte)  | 19. Jh. (Eispreller)          | technisches Denkmal, ortsgeschichtlich von Bedeutung | 08967695 |
|                                         | Wohnhaus in offener Bebauung | Mennickestraße 26 (Karte)        | 2. Hälfte 19. Jh.             | giebelständiges Gebäude mit hohem Satteldach, baugeschichtlich von Bedeutung | 09221844 |
|                                         | Wohnhaus in offener Bebauung | Mennickestraße 29 (Karte)        | 1880er Jahre                  | repräsentativer gründerzeitlicher Putzbau mit Mittelrisalit und Balkon, baugeschichtlich und ortsbildprägend von Bedeutung, evtl. Sendig-Spätklassizismus. | 09221845 |
|                                         | Villa Cosel | Mennickestraße 37 (Karte)        | um 1910                       | in Hanglage, Putzbau im Reformstil der Zeit um 1910, baugeschichtlich und ortsbildprägend von Bedeutung | 09221846 |
|                                         | Villa mit Skulpturenbrunnen und Teich im Garten sowie Gartenhaus | Mennickestraße 38 (Karte)        | 1890er Jahre                  | gründerzeitlicher Putzbau mit vorgelagerten Balkons, Gartenhaus aus Holz, baugeschichtlich und ortsbildprägend von Bedeutung. Villenartiger Bau, erinnert an italienische Architektur, vorgelagerte Balkons, eine seitliche Treppe, am Hang ein System von Stützmauern, original erhalten, wahrscheinlich als Sommerhaus errichtet, Sandstein-Brunnen mit Mädchenpaar (Zinkguss), um 1895. | 09221847 |
|                                         | Postamt | Pirnaer Straße 101 (Karte)       | um 1895/1900                  | Postgebäude in offener Bebauung – repräsentatives Gebäude im Stil des Historismus, mittenbetonte Fassade mit Balkon und Giebel, baugeschichtlich und ortsgeschichtlich von Bedeutung. | 09221869 |
|                                         | Feuerwehrgerätehaus | Pirnaer Straße 106 (Karte)       | 1930er Jahre, Kernbau älter   | kleines Gebäude mit Putzornamentik in Hanglage, baugeschichtlich und ortsgeschichtlich von Bedeutung | 09221870 |
|                                         | Wohnhaus in geschlossener Bebauung | Pirnaer Straße 115 (Karte)       | 1870er Jahre                  | schlichter Putzbau, städtebaulich von Bedeutung | 09221864 |
|                                         | Wohnhaus in geschlossener Bebauung | Pirnaer Straße 117 (Karte)       | 1870er Jahre                  | schlichter Putzbau, städtebaulich von Bedeutung | 09221863 |
|                                         | Wohnhaus in offener Bebauung | Pirnaer Straße 118 (Karte)       | bez. 1823                     | einfacher Putzbau mit Krüppelwalmdach und Segmentbogenportal, baugeschichtlich von Bedeutung, im Türgewände bezeichnet 1823. | 09221865 |
|                                         | Portal eines Wohnhauses | Pirnaer Straße 135 (Karte)       | bez. 1914                     | Sandsteinportal in verhältnismäßig aufwändiger künstlerischer Gestaltung, Schlussstein mit Architektenzeichen und „PT“ (Paul Tredopp), Relief mit Bauarbeiter, der Quader in der Hand hält, im Hintergrund brennendes Haus, rechts Ährenbündel, links Lorbeer. Inschrift: „Als dieses Haus entstand, zog der Krieg ins Land / Es musst ein Reich in Trümmer gehn. / Ein schöneres soll daraus erstehn / Ans Werk, ans Werk und mit gebaut / Die Hand gerührt, auf Gott vertraut / Und Frieden web sein gülden Band / Um Haus und Herd und Volk und Land“.                                                                             | 09223783 |
|                                         | Sachgesamtheit Friedhof Stadt Wehlen mit Einzeldenkmalen | Pirnaer Straße 140 (Karte)       | 1850–1910                     | Sachgesamtheit Friedhof Stadt Wehlen mit den Einzeldenkmalen (ID-Nr. 09301940): Friedhofsverwalterhaus, Aufbahrungshalle, zwei Grabmale, drei Grabanlagen mit schmiedeeisernen Einfriedungen, ein Grufthaus sowie Einfriedung mit Friedhofsportal und der breitgelagerter Friedhof mit Terrassierung als Sachgesamtheitsteil – ortsgeschichtlich von Bedeutung. | 09301941 |
|                                         | Friedhofsverwalterhaus, Aufbahrungshalle, Grufthaus (Einzeldenkmale zu ID-Nr. 09301941) | Pirnaer Straße 140 (Karte)       | 1863                          | Einzeldenkmale der Sachgesamtheit Friedhof Stadt Wehlen (ID-Nr. 09301941): Friedhofsverwalterhaus, Aufbahrungshalle, zwei Grabmale, drei Grabanlagen mit schmiedeeisernen Einfriedungen, ein Grufthaus sowie Einfriedung mit Friedhofsportal – ortsgeschichtlich von Bedeutung. | 09301940 |
|                                         | Fabrikantenwohnhaus und Nebengebäude eines ehemaligen Ziegeleianwesens | Pirnaer Straße 163 (Karte)       | um 1830                       | an der Elbe gelegen, Wohnhaus in klassizistischer Formensprache, baugeschichtlich und ortsgeschichtlich von Bedeutung. | 08967432 |
|                                         | Wohnhaus (ehemals Leinfärberei) in Ecklage, mit Anbau | Rosenstraße 1 (Karte)            | bez. 1753, später umgebaut    | Putzbau mit Fachwerkelementen, baugeschichtlich und straßenbildprägend von Bedeutung. Portal-Schlussstein bezeichnet 1777, 2. Schlussstein (versetzt) mit blauem Lamm, bezeichnet 1753, 1777 und 1893, moderner Ladeneinbau, Seitengebäude aufgestockt 1929. | 09221852 |
|                                         | Wohnhaus in offener Bebauung und in Ecklage | Rosenstraße 2 (Karte)            | bez. 1737                     | Wohnhaus mit Fachwerk-Obergeschoss und Korbbogenportal, baugeschichtlich und straßenbildprägend von Bedeutung mit alter Tür, im Giebel und Tür-Schlussstein bezeichnet 1737. | 09221853 |
|                                         | Wohnhaus in offener Bebauung | Rosenstraße 6 (Karte)            | Ende 18. Jh.                  | Obergeschoss Fachwerk, weitgehend ursprünglich erhalten, baugeschichtlich und straßenbildprägend von Bedeutung | 08967696 |
|                                         | Wohnhaus in offener Bebauung | Rosenstraße 8 (Karte)            | Ende 18. Jh.                  | Obergeschoss Fachwerk, mit beachtenswertem Portal, weitgehend ursprünglich erhalten, baugeschichtlich und straßenbildprägend von Bedeutung | 09221854 |
|                                         | Wohnhaus in offener Bebauung und in Ecklage | Rosenstraße 14 (Karte)           | 1. Hälfte 19. Jh.             | schlichter Putzbau mit hohem Satteldach, städtebaulich von Bedeutung | 09221855 |
|                                         | Villa | Rosenstraße 20 (Karte)           | lt. Auskunft 1898             | gründerzeitlicher Putzbau mit Balkons, städtebaulich von Bedeutung | 09221858 |
|                                         | Villa Elbfriede | Rosenstraße 22 (Karte)           | 1890er Jahre                  | repräsentativer gründerzeitlicher Putzbau, baugeschichtlich und ortsbildprägend von Bedeutung mit reichem figürlichem Schmuck an der Fassade, vermutlich Sendig-Spätklassizismus. | 09221859 |
|                                         | Villa | Rosenstraße 24 (Karte)           | um 1890                       | baugeschichtlich und ortsbildprägend von Bedeutung | 09221860 |
|                                         | Wohnhaus in offener Bebauung | Schloßberg 6 (Karte)             | Anfang 19. Jh.                | Obergeschoss zum Teil in Fachwerk, baugeschichtlich von Bedeutung | 09221887 |
|                                         | Wohnhaus in offener Bebauung | Schreiberberg 5 (Karte)          | um 1800                       | Fachwerkhaus, baugeschichtlich von Bedeutung | 09221874 |
|                                         | Villa Waldfrieden | Wehlener Grund 5 (Karte)         | um 1900                       | Villa mit Gartenhaus und Nebengebäude – repräsentative Villa mit Eckturm in Hanglage, Nebengebäude in Fachwerk, Villa im Stil des Historismus, baugeschichtlich und ortsbildprägend von Bedeutung | 09221885 |

## Dorf Wehlen
| Bild                                    | Bezeichnung | Lage                              | Datierung                                                             | Beschreibung | ID       |
| --------------------------------------- | --- | --------------------------------- | --------------------------------------------------------------------- | --- | -------- |
| Direkt Bild zu diesem Denkmal hochladen | Sachgesamtheitsbestandteil Dorf Wehlen der Sachgesamtheit Sandsteinbruchanlagen Wehlen-Zeichen: Gebäude, Bergbaugeräte, Schuttbrücke sowie Wartungstreppen und Verbindungspfade zwischen den Steinbrüchen in den Ortsteilen Stadt Wehlen, Dorf Wehlen und Zeichen | (Karte)                           | Ende 19. Jh. (Ruine Steinbruchgebäude, Atelier des Malers Pol Cassel) | Sachgesamtheitsbestandteil Dorf Wehlen der Sachgesamtheit Sandsteinbruchanlagen Wehlen-Zeichen: Gebäude (Wohnhäuser, Alte Steinsäge, Schmieden, Sprengmittelbunker), Nummernsteine, Rutschen, Bremsberge, Bergbaugeräte, Schuttbrücke, Sandsteinprodukte (Walzen, Mühlsteine, Schleifsteine) sowie Verbindungs- und Wartungstreppen, Verbindungspfade zwischen den Steinbrüchen/Hochwasserwege in den Ortsteilen Stadt Wehlen, Dorf Wehlen und Zeichen – Zeugnisse des Elbsandsteinabbaues von besonderer geschichtlicher und landschaftsprägender Bedeutung (siehe auch Sachgesamtheitsbestandteile des Teilabschnitts Stadt Wehlen – ID-Nr. 09301922 und des Ortsteiles Zeichen – ID-Nr. 09301924). | 09301923 |
|                                         | Gedenkstein | (Karte)                           | 1815                                                                  | zur Erinnerung an das Opfer eines Blitzschlags, ortsgeschichtlich von Bedeutung. Am 29. August 1815 wurde an der ursprünglichen Stelle des Gedenksteins der Bauer Johann Gottlieb Ilmer aus Dorf Wehlen durch einen Blitz erschlagen, der Gedenkstein wurde mehrfach umgesetzt und trägt eine Inschrift. | 09304426 |
| Weitere Bilder                          | Wegestein | (Karte)                           | bez. 1833                                                             | verkehrsgeschichtlich von Bedeutung | 09304208 |
|                                         | Historische Feldbahn Dresden, Feldbahnmuseum Herrenleite | Herrenleite 10 (Karte)            | 2. Hälfte 19. Jh. und 1. Hälfte 20. Jh.                               | Gebäude, Schienen, Wagen und Lokomotiven von Feldbahnen. Feldbahnen mit leichten, flexibel verlegbaren Gleisanlagen kamen besonders in Ziegeleien, Sandgruben und Steinbrüchen zum Einsatz, Fahrzeuge stammen vornehmlich aus dem sächsischen Raum, Baujahre der Loks zwischen 1914 und 1985, technikgeschichtlich von Bedeutung | 09259475 |
| Weitere Bilder                          | Wegestein | Staatsstraße K8711 (Karte)        | bez. 1836                                                             | verkehrsgeschichtlich von Bedeutung | 09304292 |
|                                         | Wohnhaus | Basteistraße 9 (Karte)            | 1. Hälfte 19. Jh.                                                     | kleines ländliches Wohnhaus, Obergeschoss Fachwerk, sozialgeschichtlich von Bedeutung | 09221958 |
|                                         | Ehemaliges Wohnstallhaus | Basteistraße 13 (Karte)           | um 1800                                                               | Fachwerkhaus, Giebel verbrettert, baugeschichtlich von Bedeutung | 09221960 |
|                                         | Ehemaliges Wohnstallhaus | Basteistraße 15 (Karte)           | um 1850                                                               | Obergeschoss Fachwerk, baugeschichtlich von Bedeutung | 08967689 |
|                                         | Wohnstallhaus eines Bauernhofes | Basteistraße 18 (Karte)           | bez. 1794                                                             | Obergeschoss Fachwerk verputzt, baugeschichtlich von Bedeutung, Korbbogentüren mit Schlusssteinen | 09221959 |
|                                         | Wohnstallhaus (Nr. 1), Seitengebäude, Auszugshaus (Nr. 1a) und Scheune eines Vierseithofes | Feldgasse 1; 1a (Karte)           | bez. 1847                                                             | großer, geschlossen erhaltener Bauernhof, fast alle Gebäude in Fachwerkbauweise, baugeschichtlich und ortsbildprägend von Bedeutung. Drei Korbbogentüren mit Schlusssteinen im Wohnstallhaus, eine bezeichnet „J.G.J.1847“. | 09221909 |
|                                         | Wohnstallhaus (Nr. 3) und Seitengebäude (Nr. 3a) eines Dreiseithofes | Feldgasse 3; 3a (Karte)           | bez. 1847 (Wohnstallhaus)                                             | großer Bauernhof, baugeschichtlich von Bedeutung. Wohnstallhaus: drei Türen mit Konsolgebälk, eine über dem Sturz bezeichnet | 09221910 |
|                                         | Wohnhaus | Herrenleitenweg 4 (Karte)         | 2. Hälfte 19. Jh.                                                     | bäuerliches Wohnhaus, Obergeschoss Fachwerk, baugeschichtlich von Bedeutung | 09221911 |
|                                         | Dreiseithof mit Wohnstallhaus, Scheune und Seitengebäude | Mittelweg 1 (Karte)               | bez. 1848 (Wohnstallhaus)                                             | stattliches Wohnstallhaus mit Fachwerk-Obergeschoss, massive Scheune, baugeschichtlich von Bedeutung. Wohnstallhaus im Türsturz bezeichnet „No 1 F.E.W. 1848“ | 09226947 |
|                                         | Zweiseithof mit Wohnstallhaus und Seitengebäude | Mittelweg 3 (Karte)               | 2. Drittel 19. Jh.                                                    | Wohnstallhaus Obergeschoss Fachwerk, Giebel verbrettert, baugeschichtlich von Bedeutung | 09221947 |
|                                         | Wohnstallhaus und Scheune eines Bauernhofes | Mittelweg 6 (Karte)               | bez. 1842 (Wohnstallhaus)                                             | Wohnstallhaus Obergeschoss Fachwerk verbrettert, baugeschichtlich von Bedeutung. Wohnstallhaus mit schöner Verbretterung und den alten Fenstern im Obergeschoss, im Türsturz bezeichnet 1842. | 09221950 |
|                                         | Zweiseithof mit Wohnstallhaus (mit rückwärtigem Anbau), Scheune und Torpfeilern der Hofzufahrt | Mittelweg 7 (Karte)               | um 1800                                                               | Wohnstallhaus ein Fachwerkhaus mit Giebelvorbau, Fachwerk-Scheune zum Teil verbrettert, baugeschichtlich von Bedeutung, Scheune verbrettert, Wohnstallhaus im Türsturz bezeichnet. | 09221949 |
|                                         | Villa | Mittelweg 11 (Karte)              | lt. Auskunft 1903–1905                                                | gründerzeitlicher Klinkerbau mit Fachwerkgiebel, baugeschichtlich von Bedeutung, mit Resten der originalen Ausstattung | 09221951 |
|                                         | Wohnstallhaus und Seitengebäude eines Dreiseithofes | Mittelweg 12 (Karte)              | bez. 1839, später verändert (Wohnstallhaus)                           | Fachwerkbauten, Seitengebäude mit Tordurchfahrt, baugeschichtlich und ortsbildprägend von Bedeutung | 09221952 |
|                                         | Dreiseithof mit Wohnstallhaus, Seitengebäude und Scheune | Mittelweg 18 (Karte)              | bez. 1856 (Wohnstallhaus)                                             | alle Gebäude in Fachwerk, zum Teil verbrettert, geschlossen erhaltener Bauernhof, baugeschichtlich und wirtschaftsgeschichtlich von Bedeutung, Wohnstallhaus im Korbbogen bezeichnet 1856. | 09221953 |
|                                         | Zweiseithof mit Wohnstallhaus und Scheune | Mittelweg 20 (Karte)              | lt. Auskunft 1848                                                     | großes Wohnstallhaus mit Fachwerk-Obergeschoss und drei Korbbogentüren, Fachwerk-Scheune, baugeschichtlich und wirtschaftsgeschichtlich von Bedeutung | 09221954 |
|                                         | Haus Heimwärts; Wohnhaus mit Nebengebäude | Mittelweg 33 (Karte)              | um 1900/1910                                                          | Wohnhaus in Hanglage, Putzbau mit verbretterterm Giebel, Nebengebäude, ein Fachwerkhaus, baugeschichtlich von Bedeutung | 09221955 |
|                                         | Dreiseithof mit Wohnstallhaus, Scheune, Seitengebäude und Torbogen | Pirnaer Straße 1 (Karte)          | 1706 (lt. Auskunft, Wohnstallhaus)                                    | Wohnstallhaus Obergeschoss Fachwerk, Scheune und Seitengebäude Massivbauten, geschlossen erhaltener Bauernhof, Zeugnis bäuerlicher Lebensweise vergangener Zeiten, baugeschichtlich und wirtschaftsgeschichtlich von Bedeutung. Umbau des Wohnstallhauses im Türsturz bezeichnet „18 C.G.P. 46“ (Verstärkung des Erdgeschosses), Gewölbe im Stall. | 09221903 |
|                                         | Vierseithof mit Wohnstallhaus (Nr. 2), Seitengebäude, Scheune, Auszugshaus (Nr. 2a), Toreinfahrt und Hofpflasterung | Pirnaer Straße 2; 2a (Karte)      | bez. 1819 (Wohnstallhaus)                                             | großer Bauernhof, Gebäude meist in Fachwerkbauweise, Stallgebäude mit Tordurchfahrt, Zeugnis bäuerlicher Lebensweise vergangener Zeiten, baugeschichtlich und wirtschaftsgeschichtlich von Bedeutung. Wohnstallhaus im Korbbogen bezeichnet 1819, trotz Veränderungen (Aufbretterungen, Störungen im Wand-Öffnungs-Verhältnis) Denkmal, sämtliche Gebäude Fachwerkhäuser. | 09221347 |
|                                         | Wohnstallhaus eines Bauernhofes | Pirnaer Straße 3 (Karte)          | bez. 1868, Kernbau älter (Wohnstallhaus)                              | Obergeschoss Fachwerk verbrettert, baugeschichtlich von Bedeutung. Obergeschoss des Wohnstallhauses verbrettert, im Türsturz bezeichnet 1868, Scheune stark verändert | 09221904 |
|                                         | Wohnstallhaus eines Bauernhofes | Pirnaer Straße 4 (Karte)          | bez. 1819                                                             | stattliches Bauernhaus, Obergeschoss Fachwerk, baugeschichtlich von Bedeutung. In beiden Türen bezeichnet: „No MJGWK 54“ „MDCCCXIX“ | 09221905 |
|                                         | Seitengebäude eines Dreiseithofes | Pirnaer Straße 7a (Karte)         | um 1860                                                               | Massivbau in Sandstein, im Giebel Drillingsfenster (Palladio-Motiv), baugeschichtlich von Bedeutung, steht mit Schaugiebel aus unverputzten, regelmäßig behauenen Sandsteinquadern zur Straße. | 09226946 |
|                                         | Vierseithof mit Wohnstallhaus, zwei Seitengebäuden, Scheune und Hofmauer (darin vermauerter Schlussstein) mit Toreinfahrt | Pirnaer Straße 8 (Karte)          | bez. 1834 (Wohnstallhaus)                                             | Wohnstallhaus mit Fachwerk-Obergeschoss, sandsteinerne Hofmauer (darin vermauerter Schlussstein), geschlossen erhaltener Bauernhof, Zeugnis bäuerlicher Lebensweise vergangener Zeiten, baugeschichtlich von Bedeutung. Bezeichnet im Türsturz des Wohnstallhauses: „18 J.C.G.J. 34“, Obergeschoss der zweiten Scheune/Seitengebäude verbrettert, Schlussstein in der Hofmauer bezeichnet „C.G.S. 1799“. | 09221906 |
|                                         | Wohnstallhaus eines Bauernhofes und zwei Torpfeiler der Hofzufahrt | Pirnaer Straße 9 (Karte)          | bez. 1847                                                             | Obergeschoss Fachwerk, Drillingsfenster im Giebel, baugeschichtlich von Bedeutung, am Türsturz bezeichnet 1847 | 09221912 |
|                                         | Wohnstallhaus (Umgebinde) eines Bauernhofes | Pirnaer Straße 11 (Karte)         | bez. 1760                                                             | Obergeschoss Fachwerk, als Umgebindehaus prägend für die Kulturlandschaft, baugeschichtlich von Bedeutung. Wohnstallhaus am Türsturz bezeichnet 1760. | 09221913 |
|                                         | Dreiseithof mit Wohnstallhaus, Seitengebäude (mit Kumthalle) und Scheune | Pirnaer Straße 12 (Karte)         | 1. Hälfte 19. Jh.                                                     | Wohnstallhaus Obergeschoss Fachwerk, großes Stallgebäude in Fachwerk, mit Giebelrisalit und offenen Arkaden der Kumthalle, stattlicher Bauernhof, Zeugnis bäuerlicher Lebens- und Wirtschaftsweise vergangener Zeiten, baugeschichtlich und wirtschaftsgeschichtlich von Bedeutung, Stallgebäude bezeichnet „C.F.E. Frenzel 1855“. | 09221908 |
|                                         | Bauernhof mit Wohnstallhaus, daran angebautem Hintergebäude, Scheune und Hofpflaster | Pirnaer Straße 13 (Karte)         | bez. 1865 (Wohnstallhaus)                                             | großes Wohnstallhaus mit sandsteinernem Giebel, kleines Hintergebäude mit Fachwerk-Obergeschoss, Fachwerk-Scheune, Zeugnis bäuerlicher Lebensweise vergangener Zeiten, baugeschichtlich und wirtschaftsgeschichtlich von Bedeutung, Scheune 1934 aufgestockt, Wohnstallhaus im Türsturz bezeichnet. | 09221914 |
|                                         | Zweiseithof mit Wohnhaus und Scheune | Pirnaer Straße 17 (Karte)         | 2. Drittel 19. Jh.                                                    | Wohnhaus Obergeschoss Fachwerk, Kleinbauernhof mit kleiner Scheune, sozialgeschichtlich und baugeschichtlich von Bedeutung | 09221916 |
|                                         | Zweiseithof mit Wohnhaus, Scheune und Hofmauer (mit Toreinfahrt) | Pirnaer Straße 18 (Karte)         | bez. 1801                                                             | massives Wohnhaus mit in Korbbogenportal, baugeschichtlich von Bedeutung, Toreinfahrt mit Zapfen als Aufsätzen, Wohnhaus in Korbbogentür bezeichnet 1801 | 09221923 |
|                                         | Spritzenhaus | Pirnaer Straße 18 (bei) (Karte)   | 2. Hälfte 19. Jh.                                                     | ortsgeschichtlich von Bedeutung | 09221924 |
|                                         | Dreiseithof mit Wohnstallhaus, Seitengebäude, Scheune und Hofmauer mit Pforte und Toreinfahrt | Pirnaer Straße 19 (Karte)         | um 1800                                                               | Wohnstallhaus und Seitengebäude Obergeschoss Fachwerk, Zeugnis bäuerlicher Lebensweise vergangener Zeiten, baugeschichtlich und wirtschaftsgeschichtlich von Bedeutung, Hofeinfahrt mit einem großen Tor, flankiert von zwei kleinen Türen. | 09221917 |
|                                         | Zweiseithof mit Wohnhaus und Stallscheune | Pirnaer Straße 21 (Karte)         | bez. 1791                                                             | Wohnhaus mit Fachwerk-Obergeschoss und schönem Korbbogenportal, ehemals Fleischerei, Kleinbauernhof, sozialgeschichtlich und baugeschichtlich von Bedeutung. | 09221918 |
|                                         | Wohnstallhaus eines Bauernhofes | Pirnaer Straße 23 (Karte)         | bez. 1854                                                             | Obergeschoss Fachwerk verputzt, Giebel verbrettert, baugeschichtlich von Bedeutung, Korbbogentür bezeichnet 1854 | 09221919 |
|                                         | Bauernhof mit Wohnstallhaus und angebauter Scheune | Pirnaer Straße 25 (Karte)         | bez. 1823 (Wohnstallhaus)                                             | Wohnstallhaus Obergeschoss Fachwerk verbrettert, Fachwerk-Scheune, Kleinbauernhof, baugeschichtlich von Bedeutung, Wohnstallhaus in Korbbogentür bezeichnet 1823. | 09221925 |
|                                         | Wohnhaus | Pirnaer Straße 27 (Karte)         | 1. Drittel 19. Jh.                                                    | ländliches Wohnhaus, Fachwerkhaus, baugeschichtlich von Bedeutung | 09221929 |
|                                         | Wohnhaus | Pirnaer Straße 28 (Karte)         | bez. 1793                                                             | ländliches Wohnhaus, Obergeschoss Fachwerk verbrettert, baugeschichtlich von Bedeutung, vermauerter Schlussstein bezeichnet | 09221931 |
|                                         | Wohnhaus | Pirnaer Straße 32 (Karte)         | bez. 1905, Kernbau älter                                              | ländliches Wohnhaus, Fachwerkhaus, baugeschichtlich von Bedeutung, im Türsturz bezeichnet | 09221932 |
|                                         | Wohnhaus | Pirnaer Straße 35 (Karte)         | bez. 1824                                                             | ländliches Wohnhaus, Fachwerkhaus, baugeschichtlich von Bedeutung, im Türsturz bezeichnet | 09221930 |
|                                         | Wohnhaus (Umgebinde) | Pirnaer Straße 42 (Karte)         | bez. 1831                                                             | ländliches Wohnhaus, Obergeschoss Fachwerk zum Teil verkleidet, Umgebindehaus prägend für die Kulturlandschaft, baugeschichtlich von Bedeutung, im Türsturz bezeichnet | 09221935 |
|                                         | Wohnhaus | Pirnaer Straße 45 (Karte)         | um 1800                                                               | ländliches Wohnhaus, Fachwerkhaus, baugeschichtlich von Bedeutung | 09221934 |
|                                         | Wohnhaus | Pirnaer Straße 46 (Karte)         | 1. Hälfte 19. Jh.                                                     | ländliches Wohnhaus, Fachwerkhaus, baugeschichtlich von Bedeutung | 09221940 |
|                                         | Wohnhaus (Umgebinde) | Pirnaer Straße 53 (Karte)         | wohl um 1700                                                          | ländliches Wohnhaus, Obergeschoss Fachwerk mit Kreuzstreben, Umgebindehaus prägend für die Kulturlandschaft, baugeschichtlich von Bedeutung | 09221941 |
|                                         | Wohnhaus | Pirnaer Straße 57 (Karte)         | nach 1800                                                             | ländliches Wohnhaus, Fachwerkhaus, baugeschichtlich von Bedeutung. Ehemaliges Wohnstallhaus | 09221942 |
|                                         | Wohnstallhaus | Pirnaer Straße 64 (Karte)         | 18. Jh.                                                               | ländliches Wohnhaus, Obergeschoss Fachwerk, baugeschichtlich von Bedeutung | 08967690 |
|                                         | Wohnstallhaus, dazu Scheune auf der gegenüberliegenden Straßenseite | Pirnaer Straße 70 (Karte)         | Kern um 1700 oder noch älter (Wohnstallhaus)                          | Wohnstallhaus Obergeschoss zum Teil Fachwerk, Fachwerkscheune, baugeschichtlich und hausgeschichtlich von Bedeutung, Wohnstallhaus in Korbbogentür bezeichnet 1843 | 09221943 |
|                                         | Wohnstallhaus | Pirnaer Straße 76 (Karte)         | 2. Hälfte 19. Jh.                                                     | ländliches Wohnhaus, Obergeschoss Fachwerk, baugeschichtlich und straßenbildprägend von Bedeutung | 09221961 |
|                                         | Wohnstallhaus (mit dorfseitigem Anbau) und Scheune eines Bauernhofes | Pirnaer Straße 78 (Karte)         | 18. Jh., Anbau um 1900                                                | Wohnstallhaus Obergeschoss Fachwerk, Fachwerk-Scheune, baugeschichtlich und wirtschaftsgeschichtlich von Bedeutung | 09221956 |
|                                         | Wohnhaus | Pirnaer Straße 79 (Karte)         | um 1800                                                               | ländliches Wohnhaus, Fachwerkhaus, baugeschichtlich von Bedeutung | 09221944 |
|                                         | Wohnhaus und Nebengebäude | Pirnaer Straße 81 (Karte)         | um 1900                                                               | Wohnhaus verputzter Massivbau mit aufwändigem Wintergarten-Vorbau, Nebengebäude in Fachwerk, baugeschichtlich von Bedeutung | 09221945 |
|                                         | Zweiseithof mit Wohnstallhaus (Umgebinde) und Scheune | Pirnaer Straße 85 (Karte)         | um 1600                                                               | Wohnstallhaus Obergeschoss Fachwerk mit Andreaskreuzen, Scheune Massivbau, Kleinbauernhof, Umgebindehaus prägend für die Kulturlandschaft, eines der ältesten Gebäude des Ortes, baugeschichtlich und hausgeschichtlich von Bedeutung | 09221957 |
| Weitere Bilder                          | Ev. Pfarrkirche Dorf Wehlen | Schulstraße (Karte)               | 12./13. Jh. (Apsis)                                                   | Kirche (einschließlich Ausstattung), fünf Grabmale und Aufbahrungshalle auf dem Kirchhof sowie Kirchhof und Einfriedung – im Kern eine romanische Kirche, geprägt von einer barocken Überformung, baugeschichtlich und ortsgeschichtlich von Bedeutung. | 09221921 |
|                                         | Schulgebäude | Schulstraße 1 (Karte)             | bez. 1870                                                             | stattlicher Putzbau mit klassizistischem Portal, ortsgeschichtlich von Bedeutung, über dem Türsturz bezeichnet | 09221920 |
|                                         | Kriegerdenkmal für die Gefallenen des Ersten Weltkrieges | Schulstraße 2 (gegenüber) (Karte) | nach 1918 (Kriegerdenkmal)                                            | ortsgeschichtlich von Bedeutung | 09304293 |
|                                         | Wohnstallhaus eines Dreiseithofes | Schulstraße 4 (Karte)             | 2. Drittel 19. Jh.                                                    | stattliches Bauernhaus, baugeschichtlich von Bedeutung | 09221922 |
|                                         | Wohnhaus | Schustergasse 2 (Karte)           | bez. 1801                                                             | ländliches Wohnhaus, Fachwerkhaus, baugeschichtlich von Bedeutung, Korbbogentür bezeichnet „No 2 J.G.W. 1801“ | 09221936 |
|                                         | Wohnstallhaus | Schustergasse 6 (Karte)           | 1. Hälfte 19. Jh.                                                     | ländliches Wohnhaus, Fachwerkhaus, baugeschichtlich von Bedeutung | 09221938 |
|                                         | Vierseithof mit Wohnstallhaus, Seitengebäude, Scheune und Auszugshaus | Schustergasse 8; 8a (Karte)       | lt. Auskunft 1863 oder 1865, im Kern älter                            | Vierseithof mit Wohnstallhaus (Nr. 8), Seitengebäude, Scheune und Auszugshaus (Nr. 8a) – geschlossen erhaltener Bauernhof in Fachwerkbauweise, Fachwerkkonstruktion zum Teil verbrettert, baugeschichtlich, wirtschaftsgeschichtlich und ortsbildprägend von Bedeutung, drei Korbbogentüren im Wohnstallhaus. | 09221937 |
|                                         | Seitengebäude (Torhaus) eines Bauernhofes, dazu Brunnentrog im Hof | Schustergasse 13a (Karte)         | bez. 1840 (Torhaus)                                                   | Seitengebäude Fachwerk-Torhaus, baugeschichtlich von Bedeutung. Auszüglerhaus/Seitengebäude: im Türschlussstein bezeichnet 1840 | 09221939 |
|                                         | Wohnhaus | Teichweg 1 (Karte)                | 2. Hälfte 19. Jh.                                                     | ländliches Wohnhaus, Fachwerkhaus, baugeschichtlich von Bedeutung | 09221926 |
|                                         | Wohnstallhaus | Teichweg 3 (Karte)                | um 1800                                                               | ländliches Wohnhaus, Fachwerkhaus, baugeschichtlich von Bedeutung | 09221915 |
|                                         | Zweiseithof mit Wohnstallhaus und Scheune | Teichweg 6 (Karte)                | 1. Hälfte 19. Jh.                                                     | beide Gebäude in Fachwerkbauweise, baugeschichtlich von Bedeutung | 09221928 |
|                                         | Bauernhof mit Wohnstallhaus (Umgebinde), Scheune und Stallgebäude sowie Hofpflaster | Teichweg 9 (Karte)                | bez. 1788 (Wohnstallhaus)                                             | stattliches Wohnstallhaus mit Fachwerk-Obergeschoss, Umgebindekonstruktion und mehreren Korbbogenportalen, Seitengebäude Obergeschoss Fachwerk, Umgebindehaus prägend für die Kulturlandschaft, geschlossen erhaltene Hofanlage, baugeschichtlich und wirtschaftsgeschichtlich von Bedeutung. Wohnstallhaus: drei Korbbogentüren an der Vorderseite, eine davon im Schlussstein bezeichnet, eine weitere vermauerte an der Rückseite, diese mit römischen Ziffern bezeichnet (ebenfalls 1788), Stall im Türsturz bezeichnet. | 09221927 |
|                                         | Wohnstallhaus eines Bauernhofes | Teichweg 10 (Karte)               | bez. 1862                                                             | Obergeschoss Fachwerk, Drillingsfenster (Palladio-Motiv) im sandsteinernen Giebel, baugeschichtlich von Bedeutung, Wohnstallhaus (mit Scheune und Heuboden unter einem Dach), im Türsturz bezeichnet 1862. | 09221966 |
|                                         | Wohnstallhaus und Scheune mit angebautem Seitengebäude eines Bauernhofes | Teichweg 17 (Karte)               | bez. 1768 (Wohnstallhaus)                                             | Gehöft in Fachwerkbauweise, baugeschichtlich und wirtschaftsgeschichtlich von Bedeutung. Wohnstallhaus im Türsturz bezeichnet 1768 | 09221965 |
| Direkt Bild zu diesem Denkmal hochladen | Wegestein | Vorwerkstraße (Karte)             | 19. Jh.                                                               | verkehrsgeschichtlich von Bedeutung, Sandstein, Inschrift „Stadt Wehlen“ | 08967691 |
|                                         | Wohnstallhaus (Nr. 4) und Auszugshaus (Nr. 4a) sowie Scheune eines ehemaligen Vorwerks | Vorwerkstraße 4; 4a (Karte)       | bez. 1844 (Wohnstallhaus)                                             | Wohnstallhaus und Auszüglerhaus mit Fachwerk-Obergeschoss, massive Scheune, baugeschichtlich und ortsgeschichtlich von Bedeutung, Wohnstallhaus mit Gewölben im Innern | 09221962 |
|                                         | Vierseithof mit Wohnstallhaus, Scheune und zwei Seitengebäuden | Vorwerkstraße 7 (Karte)           | 2. Hälfte 19. Jh.                                                     | großer Bauernhof mit Massivbauten, baugeschichtlich und wirtschaftsgeschichtlich von Bedeutung | 09221964 |
|                                         | Bauernhof mit Wohnstallhaus und Scheune | Vorwerkstraße 9 (Karte)           | bez. 1844 (Wohnstallhaus)                                             | stattliches Wohnstallhaus, massive Scheune, baugeschichtlich und wirtschaftsgeschichtlich von Bedeutung, ehem. Dreiseithof, Wohnstallhaus im Türsturz bezeichnet 1844. | 09221963 |

## Pötzscha
| Bild                                    | Bezeichnung                                        | Lage                           | Datierung                                  | Beschreibung | ID       |
| --------------------------------------- | -------------------------------------------------- | ------------------------------ | ------------------------------------------ | --- | -------- |
| Weitere Bilder                          | Bahnhof Stadt Wehlen                               | Bahnhofstraße 1 (Karte)        | 1928                                       | Bahnhofsgebäude sowie Bahnsteigüberdachung – vierteiliges Bahnhofsgebäude, Einfluss klassischer Moderne, baugeschichtlich und ortsgeschichtlich von Bedeutung, ein- bis zweigeschossiger massiver Putzbau                                          | 08967692 |
|                                         | Wohnhaus                                           | Bahnhofstraße 3 (Karte)        | bez. 1807                                  | ländliches Wohnhaus, Obergeschoss Fachwerk, baugeschichtlich von Bedeutung, im Türsturz bezeichnet 1807. | 09221891 |
|                                         | Gasthaus Bauernhäusel                              | Bahnhofstraße 4 (Karte)        | bez. 1806, im Kern älter, später überformt | Ehemaliges Wohnstallhaus, später Gasthaus, mit Anbauten und Kellergewölbe – stattliches Gebäude, Obergeschoss Fachwerk, um 1900 zum Gasthof umgebaut, ortsgeschichtlich von Bedeutung, Türgewände bezeichnet 1806                                  | 09221890 |
| Direkt Bild zu diesem Denkmal hochladen | Keller eines Wohnhauses                            | Bahnhofstraße 7 (Karte)        | 18. Jh.                                    | bemerkenswertes Kellergewölbe, baugeschichtlich von Bedeutung, Bruchstein-Tonne | 09221893 |
|                                         | Wohnhaus in offener Bebauung                       | Bahnhofstraße 15 (Karte)       | bez. 1909                                  | malerisch gegliederter Bau mit Wintergarten und Eckturm, baugeschichtlich von Bedeutung, Wetterfahne bezeichnet 1909. | 09221894 |
|                                         | Villa Dorpat                                       | Rathener Weg 3 (Karte)         | um 1900                                    | Wohnhaus in offener Bebauung, mit Anbau, Wohnhaus mit reichem Schnitzwerk, Anklänge an baltisches Dekor, Anbau in Blockbauweise – baugeschichtlich von Bedeutung.                                                                                  | 09221896 |
|                                         | Wohnhaus in offener Bebauung mit Einfriedungsmauer | Robert-Sterl-Straße 14 (Karte) | um 1905/1910                               | ungewöhnlich gestalteter Bau im Reformstil der Zeit um 1910, Fassade mit Bossenquadern und Fachwerkelementen, markantes Mansarddach, baugeschichtlich von Bedeutung, charakteristisches, weit vorkragendes Mansarddach, Einfriedung auf Stützmauer | 09221897 |

## Zeichen
| Bild                                    | Bezeichnung | Lage                       | Datierung         | Beschreibung | ID       |
| --------------------------------------- | --- | -------------------------- | ----------------- | --- | -------- |
| Direkt Bild zu diesem Denkmal hochladen | Sachgesamtheitsbestandteil des Teilabschnitts Zeichen der Sachgesamtheit Sandsteinbruchanlagen Wehlen-Zeichen: Gebäude, Bergbaugeräte, Schuttbrücke sowie Wartungstreppen und Verbindungspfade zwischen den Steinbrüchen in den Ortsteilen Stadt Wehlen, Dorf Wehlen und Zeichen | (Karte)                    |                   | Sachgesamtheitsbestandteil des Teilabschnitts Zeichen der Sachgesamtheit Sandsteinbruchanlagen Wehlen-Zeichen: Gebäude (Wohnhäuser, Alte Steinsäge, Schmieden, Sprengmittelbunker), Nummernsteine, Rutschen, Bremsberge, Bergbaugeräte, Schuttbrücke, Sandsteinprodukte (Walzen, Mühlsteine, Schleifsteine) sowie Verbindungs- und Wartungstreppen, Verbindungspfade zwischen den Steinbrüchen/Hochwasserwege in den Ortsteilen Stadt Wehlen, Dorf Wehlen und Zeichen – Zeugnisse des Elbsandsteinabbaues von besonderer geschichtlicher und landschaftsprägender Bedeutung (siehe auch Sachgesamtheitsbestandteile des Teilabschnitts Stadt Wehlen – ID-Nr. 09301922 und des Ortsteiles Dorf Wehlen – ID-Nr. 09301923). | 09301924 |
| Direkt Bild zu diesem Denkmal hochladen | Wohnhaus mit Hinterhaus und Nebengebäude | Pirnaer Straße 190 (Karte) | 2. Hälfte 19. Jh. | Wohnhaus verputzter Massivbau mit Drillingsfenster (Palladio-Motiv) im Giebel, baugeschichtlich von Bedeutung | 09221899 |
|                                         | Wohnstallhaus und benachbartes Wohnhaus | Pirnaer Straße 192 (Karte) | Anfang 19. Jh.    | ländliches Wohnstallhaus Obergeschoss Fachwerk, spätklassizistisches massives Wohnhaus mit mittenbetonter Putzfassade, baugeschichtlich und ortsentwicklungs-geschichtlich von Bedeutung. Zweigeschossiger massiver Putzbau, flacher Mittelrisalit, Obergeschoss florale Fensterbekrönung, profilierte Sandstein-Fenstergewände, Reste von Putzgliederung, unpassender Dachausbau, breiter Baukörper, zwei „Knaggen“ tragen Haustürüberdachung. | 09221900 |

## Ausführliche Denkmaltexte
1. ↑  Die geschützte Fläche weist eine hohe Dichte historischer Belegstücke für den Elbsandsteinabbau auf.
Viele alte Bild- und Filmdokumente aus diesem Gebiet finden sich in diversen Archiven. Das öffentliche Erhaltungsinteresse manifestiert sich in Fachpublikationen, vor allem aber in den Aktivitäten des Herrn Andreas Bartsch, der mit seinen Steinbruchführungen, der Einrichtung eines „Steinbruchpfades“ und seiner Sammlung zur Steinbruchgeschichte an der Alten Steinsäge (s. u.) viel für die Präsenz der Anlagen im allgemeinen Bewusstsein getan hat.
Das Elbsandsteingebirge steht für eine vielseitige und langfristige Nutzung der Naturressourcen durch den Menschen. Über Jahrhunderte, zum Teil seit dem späten Mittelalter, prägte die Steingewinnung die Wirtschafts- und Sozialgeschichte der Region mit und veränderte das „prominente“ Landschaftsbild entscheidend. Das Tal von Pirna bis zur tschechischen Grenze wurde breiter durch den Abbau sowie
einerseits „sanfter“ durch die Haldenschüttung, in den oberen Segmenten dagegen steiler, was vielfach als „Naturphänomen“ viele Touristen anzieht, ist zum Teil von Menschen gemacht, also Kulturlandschaft.
Ab dem Anfang des 20. Jahrhunderts reduzierte sich diese Tätigkeit weitgehend. An einigen Stellen wird aber bis heute weiter dieser Stein gewonnen, dessen Präsenz in Dresdener Bauten, aber auch noch in Hamburg unverkennbar ist und der vielerorts das lokale Bild mitbestimmt. Auch Schleif- und Mühlsteine waren Produkte dieses Erwerbszweiges.
Charakteristisch für die Gegend war die Abbautechnik. Die Sandsteinwände wurden „gefällt“. Dafür mussten die Wände unterhöhlt und dabei abgestützt werden, bis die Stützen weggeprengt wurden und die Wand fiel.
Die gefährliche Arbeit des „Hohlmachens“ wurde nicht ohne Grund gut bezahlt, denn sie war gefährlich und forderte immer wieder Todesopfer. Die Wand fiel auf ein sog. Horzelbett, eine meist einen Meter dicke Schicht aus Bruchsteinen, damit möglichst große Stücke erhalten blieben. Problematisch war der beim Brechen entstehende Abraum, der zunächst bis an die Elbe fiel und die Schifffahrt zunehmend behinderte.
Später entstanden Halden an geeigneten Stellen und entsprechende Schüttbrücken. Kennzeichnend für diese regionale Industrie waren auch die Steinbruchnummern, die man sowohl an den Brüchen oben wie dann auch unten (oft in Mauern) mit jeweils gleichen Ziffern noch mitunter findet. Sie bezeichneten oben die nebeneinander liegenden Abbaubereiche verschiedener Steinbruchbesitzer und gleichzeitig die unten
liegenden Verladestellen zu den Steinschiffen. Verbunden waren beide Ebenen durch Transportanlagen wie Rutschen, später durch Bremsberge mit ihren Loren. Die Loren wurden mit Bühnen herabgelassen, auf Schienen, die zum Teil zweitverwendet waren. Die Steinbruchnummern nahmen rechtselbisch in Richtung tschechische Grenze und dann weiter linkselbisch flussabwärts zu, die in Rede stehende Sachgesamtheit erstreckt sich von Nummer 29 bis 48.
Eine Anzahl bekannter Künstler widmete sich vor allem in der ersten Hälfte des 20. Jahrhunderts dem Thema, am bekanntesten vielleicht Robert Sterl. Einige wohnten auch im Steinbruchgelände, so nahe der „Alten Steinsäge“ Pol Cassel und (die im Pirnaer Sonnenstein in der Nazizeit umgekommene) Elfriede Lohse-Wächtler. Insofern haben die Steinbrüche auch eine kunstgeschichtliche Relevanz.
Die landschaftsgestaltende Relevanz der Brüche ist evident, ebenso ihre wirtschafts- und sozialgeschichtliche sowie technikgeschichtliche Bedeutung.

Der historische Hauptverbindungspfad zwischen den einzelnen Steinbrüchen mit seinen Treppenanlagen (identisch mit dem bereits markierten „Steinbruchpfad“) muss zu seiner Erhaltung weiterhin für die Öffentlichkeit begehbar bleiben, wofür auch die Gemeinde Stadt Wehlen sorgen sollte.

Die einzelnen Sachgesamtheitsteile:
1)  Nummernstein 48, Flurstück Stadt Wehlen 288
2)  Winde, FS Stadt Wehlen 288
3)  Historische Bruchwand mit weiterer Nummer, FS Stadt Wehlen 239a
4)  Verbauung, FS Stadt Wehlen 278t
5)  Reste einer Schmiede?, FS Stadt Wehlen 278u
6)  Beschrifteter Stein „O. Begger Steig“, FS Dorf Wehlen 395
7)  Fundamente einer Rutsche (Lehmbahn), im Volksmund „Riesentreppe“, und Tafel „Traugott Fritsche 1840“ – entspr. Ziegelei gab es schon 1835 (Gemälde), FS Dorf Wehlen 395 und FS Stadt Wehlen 295/2
8)  Keilspuren und Zugangstreppe zu einem Steinbruch, FS Dorf Wehlen 401
9)  Bremsberg Schreckenbach, Anlage von 1896, mit Bergbahn, zweitverwendete Schienen (Leipzig-Dresden?), bezeichnet 1856, Pulverkammer, Zugangsleiter/Treppe, Ausweichstelle mit Umlenkrollen, Windensockel (Bauzeichnungen Hauptstaatsarchiv Dresden), FS Dorf Wehlen 404/4
10) Eingang zum Terrain der „Alten Steinsäge“: drei Schleifsteine, FS Dorf Wehlen 404/4
11) Gebäude der Alten Steinsäge mit ehemaliger Schmiede (jetzt Wohnhaus), Kantine, Steinsägehalle mit eingesetzter Bruchnummer 44/45 und 618, Werkleiterhaus, Nebengebäuden, Wasserspeichern sowie Schleif- und Mühlsteinen, FS Dorf Wehlen 404/4
12) Sammlung technischer Geräte des Sandsteinabbaus, gefunden auf dem Terrain der Sachgesamtheit, Gleisanlagen, Steinbruchnummernstein 28 (= ehem. Standort Fährhaus Zeichen) sowie Halde, FS Dorf Wehlen 404/4
13) Mauer – Schutzmauer oder Verladeanlage? FS Dorf Wehlen 404/4
14) Reste einer Feldbahnanlage, FS Dorf Wehlen 404/6
15) Ruinen einer Schmiede, einer Kantine und eines Bruchmeistergebäudes, FS Dorf Wehlen 433/5
16) Gerätesammlung, u. a. Winden, FS Dorf Wehlen 430/4
17) Bremsbahn „Hankebruch“ (im unteren Teil untertunnelt) und Reste von zwei Loren, FS Dorf Wehlen 433/1 und FS Zeichen 15/1
18) Sprengmittelbunker und Nummernstein 39/40, FS Dorf Wehlen 433/1
19) Schüttbrücke, FS Dorf Wehlen 433/1
20) Nummernstein 37, FS Dorf Wehlen 433/1
21) Bremsberg, FS Dorf Wehlen 449
22) Ruine eines Steinbruchgebäudes, ehem. Atelier des Malers Pol Cassel, FS Dorf Wehlen 449
23) Versunkene Stadt mit vielen Sandsteinprodukten, v. a. Mühlsteinen, Windensockel und Trasse des dazugehörigen Bremsberges, FS Dorf Wehlen 449
24) Bremsberg mit fester Trasse, FS Dorf Wehlen 449c
25) Sprengmittelbunker, FS Zeichen 26/2
26) Ruine eines Steinbruchgebäudes mit Steinbruch-Nummer 35, FS Zeichen 26/2
27) Gruppe von Mühl- und Schleifsteinen sowie Walzen, FS Zeichen 50
28) Ehem. Schmiede (saniert), daneben Sprengmittelbunker, Trasse des Bremsberges mit Wartungs/-Verbindungstreppe, FS Zeichen 36a
29) Ehem. Rutsche, zum Teil noch Schienen vorhanden, mit Wartungs/-Verbindungstreppe, FS Zeichen 37/3 und 38a
30) Steinbrechergebäude, Schleif/-Mühlstein, FS Zeichen 43a
31) Bremsbahn des Bruches 29 mit fast vollständiger Seilwinde, dokumentiert in einem Film von 1937, FS Zeichen 43a und 44a
32) Nummernstein 29, FS Zeichen 43
33) Sprengmittelkammer, FS Zeichen 43
34) Sog. „Himmelsleiter“ (Treppe), FS Zeichen 44
35) Nummernstein 31 (in Mauer), Grundstück Pirnaer Landstraße 192, FS Zeichen 37/4
36) Zwei Nummernsteine „33“ im Abstand von ca. 30m, FS Zeichen 50
37) Nummernstein 34, FS Zeichen 29
38) Zwei Nummernsteine („41/42“ u. „41“), FS Zeichen 8
39) Nummernstein 618, FS Stadt Wehlen 302
40) Nummernstein „44,45“, FS Stadt Wehlen 303
41) Stein in der Mauer am Wilkebach: „Erbaut vom Arbeitslager 1/154 Pirna Dez. 1933“ (betrifft Errichtungsdatum), FS Stadt Wehlen 278u

Die Objekte tauchen in der digitalen Kartierung unter diesen fortlaufenden Nummern auf.

Teilabschnitt Stadt Wehlen:
1) Nummernstein 48, Flurstück Stadt Wehlen 288
2) Winde, FS Stadt Wehlen 288
3) Historische Bruchwand mit weiterer Nummer 48, FS Stadt Wehlen 239a
4) Verbauung, FS Stadt Wehlen 278t
5) Reste einer Schmiede?, FS Stadt Wehlen 278u
7) Fundamente einer Rutsche (Lehmbahn), im Volksmund „Riesentreppe“, und Tafel „Traugott Fritsche 1840“ – entspr. Ziegelei gab es schon 1835 (Gemälde), FS Dorf Wehlen 395 und FS Stadt Wehlen 295/2
39) Nummernstein 618, FS Stadt Wehlen 302
40) Nummernstein „44,45“, FS Stadt Wehlen 303
41) Stein in der Mauer am Wilkebach: „Erbaut vom Arbeitslager 1/154 Pirna Dez. 1933“ (betrifft Errichtungsdatum), FS Stadt Wehlen 278u
2. ↑  Einzelobjekte:
  - Villa: zentral im Grundstück gelegen, mit originaler Jugendstiltür, als Sommerhaus geplant, Wetterfahne bezeichnet 1904.
  - Villengarten: Zufahrt von Norden von der Alten Wehlstraße, weiterer Zugang durch eine Pforte über eine schmale Treppe vom Hausberg, Gelände nach Osten abfallen und in Gebäudenähe terrassiert, Vielzahl an stattlichen Rhododendren um die Villa, im Norden und Westen große Streuobstwiesen mit historischen Obstsorten, Altbaumbestand vor allem aus Stiel-Eichen (Quercus robur) und Linden (Tilia spec.) bestehend, Blick von der Südgrenze des Gartens über die Elbelandschaft zugewachsen, Aussichtspunkt auf einem Felsen auf Flurstück 278c mit Blick nach Osten und Süden über die Elbelandschaft.
3. ↑  Evangelische Stadtkirche, ehem. St. Michael (?). Saalkirche mit polygonaler Apsis und Westturm. – Eine spätgotische Kirche (von 1515?) wurde 1883 durch den Neubau in mittelalterlicher Formensprache an anderer Stelle ersetzt, die Pläne von Christian Friedrich Arnold. Das Schiff mit weitgespannten, maßwerkbesetzten Rundbogenfenstern oben, Dreiergruppen von Fenstern unten, durch Strebepfeiler gegliedert, solche auch am Chor. Der schlanke Westturm im Obergeschoss mit gefasten Kanten und Spitzhelm, Sandsteinquaderbau. Innen an Nord-, Süd- und Westwand eingeschossige Empore. – Das Altarbild, Auferstehung Christi, von Karl Gottlob Schönherr, Dresden, 1889/90. (Dehio Sachsen I, 1996) am Portal bezeichnet 1883.
4. ↑  Friedhofsmeisterhaus: zweigeschossiger massiver Putzbau, giebelständig, Inschrift: „...Schlenkrich“, Friedhofseinfriedung aus Quadermauerwerk, um 1910, Friedhofstor mit Vasenbekrönung und schmiedeeisernem Tor, 3. Drittel 19. Jh., Aufbahrungshalle mit Rundbogenfenstern und Walmdach, um 1860, Familiengruft Hauptmann, bezeichnet Hrn. L. L. Hauptmann 1863.
Folgende Grabmale sind von besonderer Bedeutung:
  - Nummer 1: Grabmal Christian Friedrich Merkel (Kantor), Sandsteinsarkophag mit Gesangbuch, nach 1850.
  - Nummer 2: Grabmal Hermann Jahnke (1845–1908), Naturstein mit Porträtmedaillon und Inschrift: „De allgemeene plattdütsche Verband – En echten Plattdütschen von Kopp bet to Fot – Hett ewigen Freden hier funnene“.
  - Nummer 3: Grabanlage Hörnig’s Ruhestätte, Karl Wilhelm Hörnig (1828–1891), Schiff- und Steinbruchbesitzer, Christiane Auguste Hörnig (1829–1905), griechische Tempelfassade mit Inschrifttafel, schmiedeeiserne Einfriedung.
  - Nummer 4: Grabanlage Wilhelm August Richter (1820–1887), Schiffahrtsbesitzer, Christiane Sophie Richter (1822–1894), dreizoniger Wandaufbau, Mitte gerahmt von zwei konrinthisierenden Säulen, unten Sandsteinrelief mit Anker, schmiedeeiserne Einfriedung.
  - Nummer 5: Grabanlage Wilhelm August Glanz (1818–1882) und Christ. Juliane Glanz, geb. Ritter (1829–1893), dreizoniger Wandaufbau, Mitte dreiecksgiebelbekrönt, vier Kurzobelisken, schmiedeeiserne Einfriedung
5. ↑  Zweigeschossiger massiver Putzbau mit steilem Krüppelwalmdach und Dachausbau (3. Geschoss), Mischmauerwerk: Sandsteinquader und großformatige Ziegel, im Erdgeschoss noch Kreuzgratgewölbe vorhanden (ehemalige Küche), Nachbarin (163a) besitzt über 100 Jahre alte Aufnahme des Gebäudes noch mit Schlagläden, Gartenanlage, großem 50 m entfernten Trockenschuppen für die Ziegel, die Gebäude an der Bergseite beherbergten Brennöfen, das südwestlich schräg gegenüber liegende Wirtschaftsgebäude mit massivem Erdgeschoss, Fachwerk-Obergeschoss und Walmdach (Flurstück 295/2).
6. ↑  Teilabschnitt Dorf Wehlen:
6)  Beschrifteter Stein „O. Begger Steig“
8)  Keilspuren und Zugangstreppe zu einem Steinbruch, FS Dorf Wehlen 401
9)  Bremsberg Schreckenbach, Anlage von 1896, mit Bergbahn, zweitverwendete Schienen bezeichnet 1856, FS Dorf Wehlen 404/4
10) Eingang zum Terrain der „Alten Steinsäge“: drei Schleifsteine, FS Dorf Wehlen 404/4
11) Gebäude der Alten Steinsäge und Wohnhaus, FS Dorf Wehlen 404/4
12) Sammlung technischer Geräte des Sandsteinabbaus, gefunden auf dem Terrain der Sachgesamtheit, sowie Halde, FS Dorf Wehlen 404/4
13) Mauer – Schutzmauer oder Verladeanlage? FS Dorf Wehlen 404/4
14) Reste einer Feldbahnanlage, FS Dorf Wehlen 404/6
15) Ruinen einer Schmiede, einer Kantine und eines Bruchmeistergebäudes, FS Dorf Wehlen 433/5
16) Gerätesammlung, u. a. Winden, FS Dorf Wehlen 430/4
17) Bremsbahn „Hankebruch“ (im unteren Teil untertunnelt) und Reste von zwei Loren, FS Dorf Wehlen 433/1 und FS Zeichen 15/1
18) Sprengmittelbunker und Nummernstein 39/40, FS Dorf Wehlen 433/1
19) Schüttbrücke, FS Dorf Wehlen 433/1
20) Nummernstein 37, FS Dorf Wehlen 433/1
21) Bremsberg, FS Dorf Wehlen 449
22) Ruine eines Steinbruchgebäudes, ehem. Atelier des Malers Pol Cassel, FS Dorf Wehlen 449
23) Versunkene Stadt mit vielen Sandsteinprodukten, v. a. Mühlsteinen, FS Dorf Wehlen 449
24) Bremsberg mit fester Trasse, FS Dorf Wehlen 449c
7. ↑  Korbbogenportal mit schöner originaler Tür, bezeichnet „C.G.H. MDCCXCI“.
Ehemaliges Eishaus: Im Garten, Ruine mit doppelten Mauern.
Ehemaliges Gesindehaus: Wohnstallhaus, 1854, Blattsasse im Fachwerk des Obergeschosses könnte auf älteren Bau hindeuten, alte Fensterchen im Nordgiebel.
Scheune: Ursprünglich Nebengebäude, um 1900 mit Scheunenteil erheblich erweitert. Der vorhandene Kuhstall im Erdgeschoss wurde vergrößert und im neuen Teil mit preußischen Kappen überwölbt. Im Erdgeschoss des Ursprungsbaus u. a. Kuh- und Pferdestall (um 1900 in einem Teil davon Kältekammer der Fleischerei, Anlage einer Verdunstungskühlung vollständig erhalten) und Sandsteintreppe in das Obergeschoss. Hier Kammern mit großen original erhaltenen Fenstern, zwei Kammern zeitweise als Schulräume hergerichtet, kaum verändert, alte Esse war auf Deckenbalken aufgestellt.
Wohnhaus mit Fleischerei: Gebäude von 1791 mit späterem Anbau. Alter Keller: Geräumige Tonne, L: 4,00, B: 3,50, H: 1,80 (m), um 1900 längerer Gang und neuer Keller unter dem Anbau, L: 7,50, B: 3,50, H: 1,65 (m). Backofen im Erdgeschoss vollständig erhalten, Schlachthaus rückseitig hinter dem Laden, weiterhin bestanden im Erdgeschoss ein Kuddelraum und schließlich eine große Wohnküche. Innentüren mit Sandsteingewänden. Sandsteintreppe in das Obergeschoss, hier geräumiger Flur und Kammern. M.
Hammer
8. ↑  Evangelische Pfarrkirche, ehem. St. Michael. Von einem spätromanischen Bau ist die halbkreisförmige Apsis mit Rundfenster als Annex einer rechteckigen Saalkirche erhalten, diese an der Südseite bezeichnet 1859. Der dreigeschossige Westturm bezeichnet 1744, mit Eckquaderung, das Obergeschoss mit gefassten Kanten, die Haube mit pyramidalem Abschluss. Der Saal flach gedeckt, mit doppelten Emporen wohl des 18. Jh. an den Längsseiten. Seitlich des Altars Durchgänge zur Apsis. – Schlichter hölzerner Kanzelaltar, 1. H. 19. Jh. Klassizistische Taufe, Sandstein. Klassizistischer Orgelprospekt von 1832. Beachtlich der überlebensgroße hölzerne Kruzifix, um 1500. (Dehio Sachsen I, 1996).
Wandgrabmal Friedrich August Schöne (1833–1907), dreizoniger Wandaufbau mit plastisch ausgearbeitetem floralen Rankenwerk, über dem Mittelfeld Bekrönung mit Schmetterlingsmotiv, Wandgrabmal mit Einfriedung: Familie Amalie Caroline (1845–1908) und Ferdinand Heinrich Eichelberg (1848–1911), poliertes Granitgrabmal mit Rosenbaum- und Engelsmotiv, Wandgrabmal Familie Franze, um 1910, dreizoniger Wandaufbau mit plastisch ausgearbeitetem kniendem Engel, Grabmal mit Trauernder: Amalie Auguste Jacob (1860–1923), zwei Epitaphien an der Kirchenwand, frühes 18. Jh.
9. ↑  Teilabschnitt Zeichen: Bremsbahn »Hankebruch« (im unteren Teil untertunnelt), Sprengmittelbunker, Ruine eines Steinbruchgebäudes mit Nr. 35, Gruppe von Mühl- und Schleifsteinen sowie Walzen, ehemalige Schmiede, daneben Sprengmittelbunker, ehemalige Rutsche, Steinbrechergebäude, Bremsbahn des Bruches 29, Nummernstein 29, 31, 33, 34, 41/42 und 41, Sprengmittelkammer, sogenannte »Himmelsleiter« (Treppe).